# رنه روفتو
رنه روفتو (فرانسوی: René Rouffeteau‎; ۳۰ مارس ۱۹۲۶ – ۲۷ آوریل ۲۰۱۲) دوچرخه‌سوار اهل فرانسه بود.